# Campeonato Asiático de Atletismo de 2015 - Revezamento 4x100 m masculino
A prova dos 4 x 100 metros estafetas masculino do Campeonato Asiático de Atletismo de 2015 foi disputada no dia 4 de junho de 2015 no Wuhan Stadium em Wuhan, na China. 

## Recordes
Antes desta competição, os recordes mundiais e do campeonato nesta prova eram os seguintes:
|                       | Nome                                                                          | Nacionalidade | Tempo  | Local   | Data                 |
| --------------------- | ----------------------------------------------------------------------------- | ------------- | ------ | ------- | -------------------- |
| Recorde mundial       | Nesta Carter, Michael Frater Yohan Blake, Usain Bolt                          | Jamaica       | 36s 84 | Londres | 11 de agosto de 2012 |
| Recorde do campeonato | Kongdech Natenee, Vissanu Sophanich Ekkachai Janthana, Sittichai Suwonprateep | Tailândia     | 38s 80 | Jacarta | 2000                 |
| Recorde asiático      | Chen Shiwei , Xie Zhenye Su Bingtian , Zhang Peimeng                          | China         | 37s 99 | Incheon | 29 de agosto de 2014 |

## Medalhistas
| Ouro                                                                         | Prata                                                               | Bronze                                                                   |
| China · Chen Shiwei · Mo Youxue · Su Bingtian · Zhang Peimeng · Wu Zhiqiang* | Hong Kong · Tang Yik Chun · So Chun Hong · Ng Ka Fung · Tsui Chi Ho | Taipé Chinesa · Wang Wen-Tang · Yang Chun-Han · Lo Yen-Yao · Shen Yu-Sen |

* Atletas que competiram somente nas baterias.

## Cronograma
Todos os horários são locais (UTC+8)
| Data       | Hora  | Evento  |
| ---------- | ----- | ------- |
| 4 de junho | 09:30 | Bateria |
| 4 de junho | 18:45 | Final   |

## Resultados

### Bateria
Qualificação: 3 atletas de cada bateria  (Q) mais os 2 melhores qualificados (q). 
| Posição | Bateria | Nacionalidade  | Atletas                                                                               | Tempo | Notas |
| ------- | ------- | -------------- | ------------------------------------------------------------------------------------- | ----- | ----- |
| 1       | 2       | China          | Chen Shiwei, Mo Youxue, Su Bingtian, Wu Zhiqiang                                      | 39.02 | Q     |
| 2       | 2       | Taipé Chinesa  | Wang Wen-Tang, Yang Chun-Han, Lo Yen-Yao, Shen Yu-Sen                                 | 39.57 | Q     |
| 3       | 2       | Sri Lanka      | Himasha Eashan, Shehan Ambepitiya, Vinoj Muthumuni, Mohamed Abdul Ladeef              | 39.59 | Q,    |
| 4       | 2       | Omã            | Mohamed Hindi, Barakat Al-Harthi, Abdullah Al-Sooli, Khalid Al-Ghailani               | 39.70 | q     |
| 5       | 1       | Tailândia      | Kritsada Namsuwan, Aphisit Promkaew, Jirapong Meenapra, Jaran Sathoengram             | 39.85 | Q     |
| 6       | 1       | Hong Kong      | Tang Yik Chun, So Chun Hong, Ng Ka Fung, Tsui Chi Ho                                  | 39.87 | Q     |
| 7       | 1       | Índia          | Shankar Debnath, Umar Rane, Amiya Kumar Mallick, Abdul Najeeb Qureshi                 | 40.09 | Q     |
| 8       | 2       | Arábia Saudita | Bandar Atiah Kaabi, Fahhad Mohammed Al-Subaie, Ali Hussain Al-Zaki, Ahmed Al-Muwallad | 40.22 | q     |
| 9       | 1       | Coreia do Sul  | Kim Woo-sam, Choi Min-suk, Kim Ui-yeon, Kim Kuk-young                                 | 40.42 |       |
| 10      | 1       | Maldivas       | Nujoom Hassan, Hussain Haleem, Ali Shareef, Hassan Saaid                              | 41.90 |       |
| 11      | 2       | Kuwait         |                                                                                       | DNS   |       |

### Final
A final da prova ocorreu dia 4 de junho às 18:45.
| Posição           | Raia | Nacionalidade  | Atletas                                                                              | Resultados | Notas            |
| ----------------- | ---- | -------------- | ------------------------------------------------------------------------------------ | ---------- | ---------------- |
| Medalha de ouro   | 4    | China          | Chen Shiwei, Mo Youxue, Su Bingtian, Zhang Peimeng                                   | 39.04      |                  |
| Medalha de prata  | 3    | Hong Kong      | Tang Yik Chun, So Chun Hong, Ng Ka Fung, Tsui Chi Ho                                 | 39.25      |                  |
| Medalha de bronze | 6    | Taipé Chinesa  | Wang Wen-Tang, Yang Chun-Han, Lo Yen-Yao, Shen Yu-Sen                                | 39.35      |                  |
| 4                 | 7    | Sri Lanka      | Himasha Eashan, Shehan Ambepitiya, Vinoj Muthumuni, Mohamed Abdul Ladeef             | 39.38      | Recorde nacional |
| 5                 | 5    | Tailândia      | Kritsada Namsuwan, Aphisit Promkaew, Jirapong Meenapra, Jaran Sathoengram            | 39.38      |                  |
| 6                 | 8    | Índia          | Shankar Debnath, Umar Rane, Amiya Kumar Mallick, Abdul Najeeb Qureshi                | 39.67      |                  |
| 7                 | 2    | Omã            | Mohamed Hindi, Barakat Al-Harthi, Abdullah Al-Sooli, Khalid Al-Ghailani              | 39.75      |                  |
| 8                 | 1    | Arábia Saudita | Bandar Atiah Kaabi, Fahhad Mohammed Al-Subaie, Ali Hussain Al-Zaki, Ahmed Binmarzouq | 40.41      |                  |

Legenda
| Recorde mundial       | Recorde mundial (World record)               |                       | Recorde africano                      | Recorde africano (African) |                                           | Q | Classificado por posição (Qualified) |
| Recorde do campeonato | Recorde do campeonato (Championship record)  | Recorde da América    | Recorde da América (Americas)         | q                          | Classificado por melhor tempo (Qualified) |   |                                      |
| Melhor marca do ano   | Melhor marca do ano (World leading)          | Recorde asiático      | Recorde asiático (Asian)              | DNS                        | Não largou (Did not start)                |   |                                      |
| Recorde nacional      | Recorde nacional (National record)           | Recorde europeu       | Recorde europeu (European)            | DNF                        | Não terminou (Did not finish)             |   |                                      |
| Recorde pessoal       | Recorde pessoal do atleta (Personal best)    | Recorde da Oceania    | Recorde da Oceania (Oceania)          | DSQ / DQ                   | Desclassificado (Disqualified)            |   |                                      |
| Recorde da temporada  | Recorde da temporada do atleta (Season best) | Recorde sul-americano | Recorde sul-americano (South America) | NM                         | Sem marca (No mark)                       |   |                                      |